# 波茨坦区
波茨坦区（德語：Bezirk Potsdam）是德意志民主共和国的一个区（Bezirk），行政中心为波茨坦。

## 历史
该区与其他东德的十三个区成立于1952年7月25日，替代了德国传统上的联邦州行政区划。1990年10月3日两德统一后，该区成为了勃兰登堡的一部分。

## 下分区划
该区下分17个县（Kreise）：计2个城市县（Stadtkreise）、15个乡村县（Landkreise）。
- 城市县：哈弗尔河畔勃兰登堡、波茨坦
- 乡村县：Belzig、Brandenburg、Gransee、Jüterbog、Königs Wusterhausen、Kyritz、Luckenwalde、Nauen、Neuruppin、Oranienburg、Potsdam、Pritzwalk、Rathenow、Wittstock、Zossen